# أبرشية رومانية

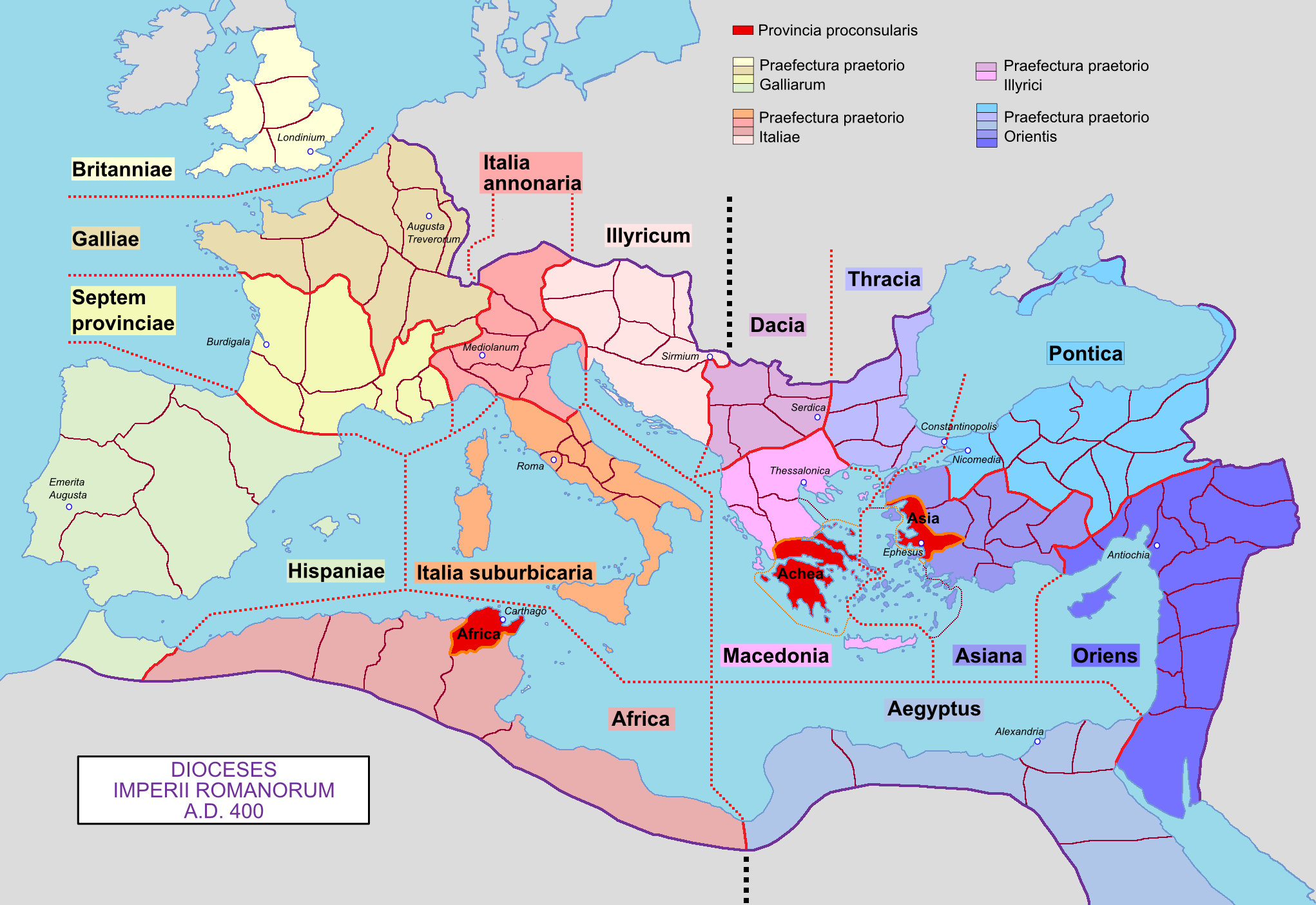
خريطة لأبرشيات الإمبراطورية الرومانية الشرقية (البيزنطية) والرومانية الغربية، مع مقاطعاتها التي تتشكل منها.

الأبرشية (باللاتينية: Dioecesis ؛ باليونانية: διοίκησις) هي إحدى التقسيمات الإدارية في الإمبراطورية الرومانية خلال فتراتها المتأخرة. شكّلت هذه الأبرشيات المستوى المتوسط في الحكومة، حيث كانت تتكون من عدد من المقاطعات، كما كانت بدورها جزءا من تقسيم أكبر هو الولايات الإمبراطورية.

## تاريخ

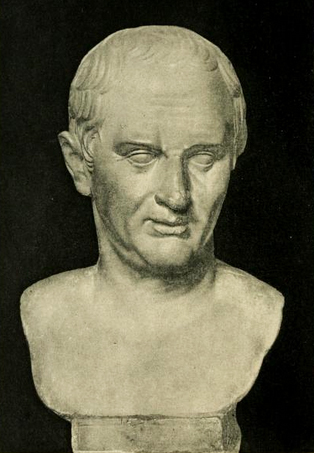
شيشرون

كان الاستخدام الأول لمصطلح «أبرشية» كوحدة إدارية في المنطقة الشرقية المتحدثة باليونانية. كما تمت إضافة ثلاثة مقاطعات في الدولة الرومانية إلى مقاطعة قيليقية في فترة حكم الإمبراطور شيشرون؛ هي أفاميا، سيبيرا، وسينادا، حيث ذُكر الموضوع في رسائله. وكانت كلمة «أبرشية» في ذلك الوقت تعادل منطقة معينة لجمع الضرائب، إلا أنها أصبحت تُطبق على الأرض ليتم تسمية مناطق بها. لقد تم البدء بإعادة تنظيم الإمبراطورية الرومانية في العقد التاسع من القرن الثالث على يد الإمبراطور ديوكلتيانوس، حيث قسّم المقاطعات الرومانية الموجودة إلى أجزاء أصغر لتكون سيطرته أكثر إحكامًَا عليها، وهو ما أدى إلى زيادة في البيروقراطية. كانت تلك المقاطعات جزءا من 16 أبرشية، كل أبرشية يرأسها شخص اُطلق عليه "vicarius". وكانت تلك الأبرشيات بذاتها جزءا من 4 تقسيمات إدارية أكبر هي الولايات الإمبراطورية "Praetorian prefectures".

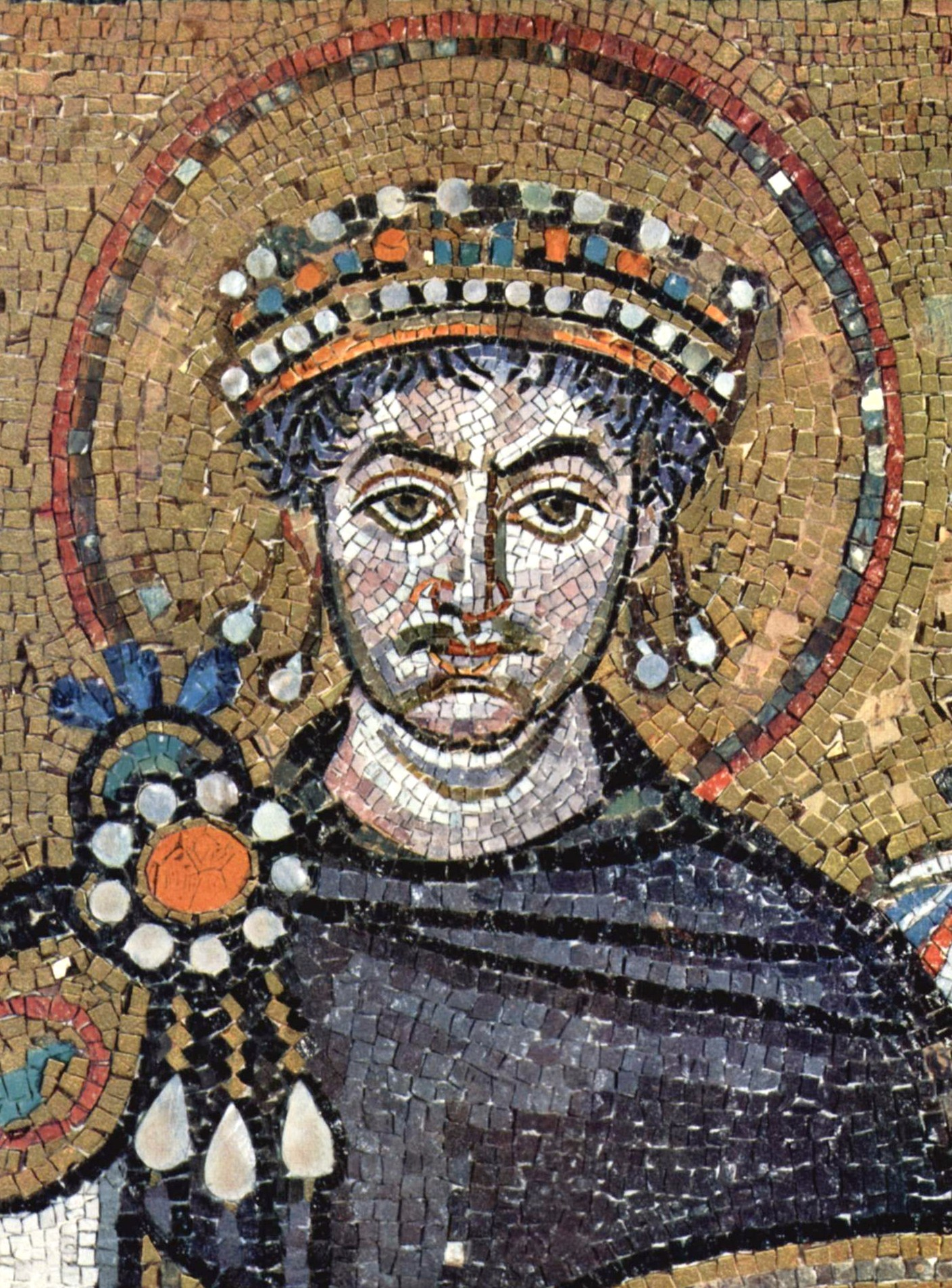
جستينيان الأول

تجدر الإشارة إلى أن الأبرشية المشرقية كانت أكبر تلك الأبرشيات، حيث كانت تتكون من 16 مقاطعة. بينما كانت أبرشية بريطانيا الأصغر، حيث كانت تتكون من 4 مقاطعات فقط. استمر العمل بهذا التقسيم الإداري حتى ثلاثينات القرن السادس، حيث كان الإمبراطور جستينيان الأول (527–565) آخر من استعمله، إذ أمر بإلغاءه.

## الأبرشيات
كان العدد الإجمالي للإبرشيات في الدولة الرومانية بشقيها الغربي والشرقي (البيزنطي) يبلغ 16 أبرشية هي: الأبرشية المشرقية، أبرشية مصر، أبرشية البنطس، أبرشية آسيا، أبرشية ثراسيا، أبرشية داسيا، أبرشية مقدونيا، أبرشية أفريقيا، أبرشية هيسبانيا، أبرشية إيطاليا سبيربيكاريا، أبرشية إيطاليا أنّوناريا، أبرشية إليريكم، أبرشية بريطانيا، أبرشية غاليه، وأبرشية سبتم بروفنسيا.

## وصلات خارجية
- التقسيمات الإدارية في الفترة المتأخرة من تاريخ الإمبراطورية الرومانية